# Sojuz (rakieta)
Sojuz 11A511 (ros. Союз 11A511) – radziecka rakieta nośna wykorzystywana w latach 1966–1975 dla lotów bezzałogowych i załogowych w programie Sojuz, będąca modyfikacją pocisku balistycznego R-7 przystosowaną do wynoszenia zarówno satelitów, jak i kapsuł załogowych.

## Dane techniczne

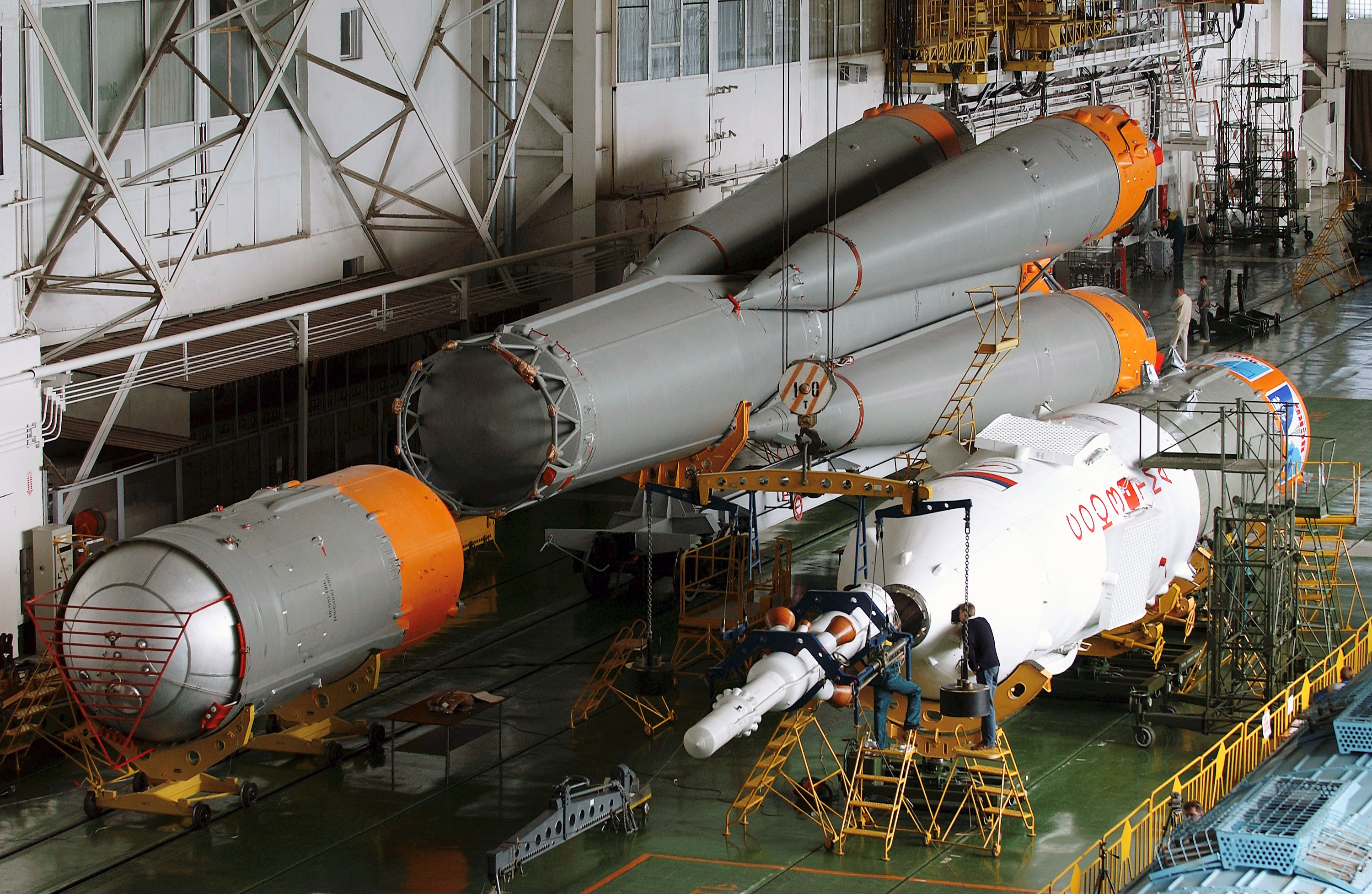
Montaż rakiety Sojuz

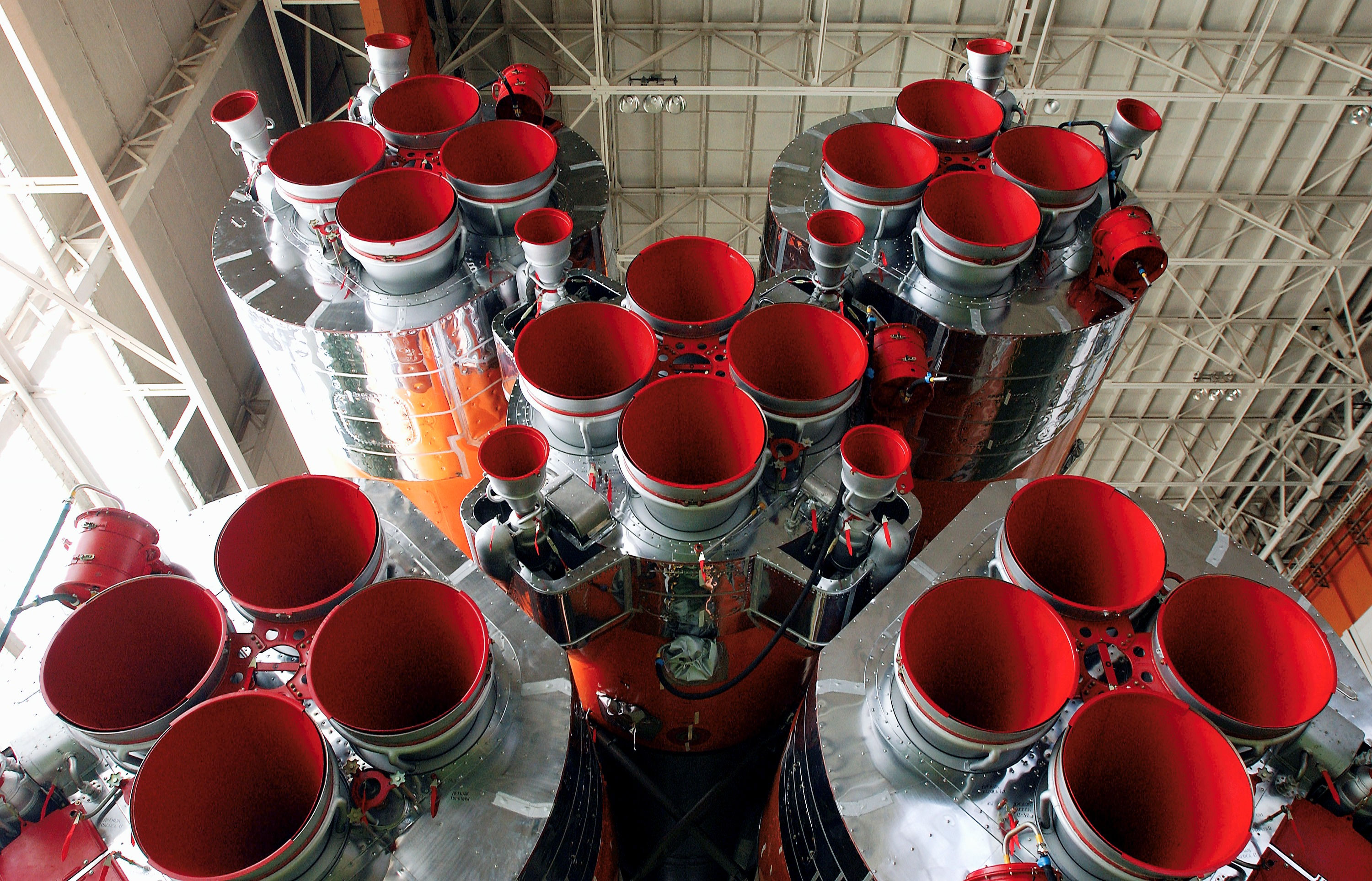
Silniki rakiety Sojuz

Rakieta Sojuz była trzecią modyfikacją pocisku R-7 przeznaczoną do lotów załogowych (po rakietach dla statków Wostok i Woschod).
Wysokość rakiety wynosiła 46 metrów, zaś średnica (1 człon i 4 bloki boczne) 10 m. Udźwig rakiety na niską orbitę okołoziemską wynosił 6,5 t. Rakieta posiadała dwa stopnie. Podobnie jak inne rakiety typu R-7 ta również nie mogła startować z pomocą jednego członu, gdyż silnik RD-108 (ciąg 977 kN) był zbyt słaby, by rakieta mogła oderwać się od ziemi. Stąd użyto czterech bocznych bloków, z 4 silnikami RD-107 każdy o ciągu 944 kN. W drugim członie użyto silnika RD-0110 wytwarzającego ciąg 294 kN, co wystarczało do ostatecznej korekcji orbity. Materiałami pędnymi była mieszanina RG-1 i ciekłego tlenu.

## Historia
Wszystkie starty rakiety Sojuz odbywały się wyłącznie z Kompleksu nr 1 i Kompleksu nr 31 w Bajkonurze, gdyż platforma w Plesiecku nie była gotowa. Pierwszy start odbył się 28 listopada 1966, rakieta wyniosła na orbitę pojazd Kosmos 133. Pierwszy nieudany start odbył się 14 grudnia 1966, zakończył się eksplozją rakiety i zniszczeniem prototypowego pojazdu Sojuz. Drugi udany start miał miejsce 7 lutego 1967, dzięki czemu na orbitę doleciał statek Kosmos 140, który podczas powrotu na Ziemię rozbił taflę lodu na Jeziorze Aralskim i zatonął.
Pierwszym załogowym lotem rakiety była misja Sojuz 1, która rozpoczęła się 23 kwietnia 1967. Lot ten miał tragiczny koniec, gdyż kapsuła powrotna wskutek uszkodzenia systemu spadochronowego roztrzaskała się o grunt, a pilot Sojuza 1 (płk Władimir Komarow) zginął na miejscu.
Ostatni start rakiety Sojuz miał miejsce 24 maja 1975, wynosząc na orbitę pojazd Sojuz 18.

## Starty
1. 28 listopada 1966, 11:00 GMT; miejsce startu: Bajkonur (LC31), Kazachska SRR
Ładunek: Kosmos 133; Uwagi: start udany
2. 14 grudnia 1966; miejsce startu: Bajkonur (LC31), Kazachska SRR
Ładunek: Sojuz 7K-OK; Uwagi: start nieudany – 27 minut po nieudanej próbie startu i rozpoczęciu wypompowywania paliwa z rakiety załączył się system awaryjnego przerwania startu, doprowadzając do zapalenia się paliwa w zbiornikach 2. stopnia i eksplozji rakiety. W wyniku eksplozji zginęła co najmniej jedna osoba, wielu innych zostało rannych[1].
3. 7 lutego 1967, 03:20 GMT; miejsce startu: Bajkonur (LC1), Kazachska SRR
Ładunek: Kosmos 140; Uwagi: start udany
4. 23 kwietnia 1967, 00:35 GMT; miejsce startu: Bajkonur (LC1), Kazachska SRR
Ładunek: Sojuz 1; Uwagi: start udany
5. 27 października 1967, 09:29 GMT; miejsce startu: Bajkonur (LC31), Kazachska SRR
Ładunek: Kosmos 186; Uwagi: start udany
6. 30 października 1967, 08:12 GMT; miejsce startu: Bajkonur (LC1), Kazachska SRR
Ładunek: Kosmos 188; Uwagi: start udany
7. 14 kwietnia 1968, 10:00 GMT; miejsce startu: Bajkonur (LC31), Kazachska SRR
Ładunek: Kosmos 212; Uwagi: start udany
8. 15 kwietnia 1968, 09:34 GMT; miejsce startu: Bajkonur (LC1), Kazachska SRR
Ładunek: Kosmos 213; Uwagi: start udany
9. 28 sierpnia 1968, 10:00 GMT; miejsce startu: Bajkonur (LC31), Kazachska SRR
Ładunek: Kosmos 238; Uwagi: start udany
10. 25 października 1968, 09:00 GMT; miejsce startu: Bajkonur (LC1), Kazachska SRR
Ładunek: Sojuz 2; Uwagi: start udany
11. 26 października 1968, 08:34 GMT; miejsce startu: Bajkonur (LC31), Kazachska SRR
Ładunek: Sojuz 3; Uwagi: start udany
12. 14 stycznia 1969, 07:30 GMT; miejsce startu: Bajkonur (LC31), Kazachska SRR
Ładunek: Sojuz 4; Uwagi: start udany
13. 15 stycznia 1969, 07:04 GMT; miejsce startu: Bajkonur (LC1), Kazachska SRR
Ładunek: Sojuz 5; Uwagi: start udany
14. 11 października 1969, 11:10 GMT; miejsce startu: Bajkonur (LC31), Kazachska SRR
Ładunek: Sojuz 6; Uwagi: start udany
15. 12 października 1969, 10:44 GMT; miejsce startu: Bajkonur (LC1), Kazachska SRR
Ładunek: Sojuz 7; Uwagi: start udany
16. 13 października 1969, 10:19 GMT; miejsce startu: Bajkonur (LC31), Kazachska SRR
Ładunek: Sojuz 8; Uwagi: start udany
17. 1 czerwca 1970, 19:00 GMT; miejsce startu: Bajkonur (LC31), Kazachska SRR
Ładunek: Sojuz 9; Uwagi: start udany
18. 22 kwietnia 1971, 23:54 GMT; miejsce startu: Bajkonur (LC1), Kazachska SRR
Ładunek: Sojuz 10; Uwagi: start udany
19. 26 czerwca 1972, 14:53 GMT; miejsce startu: Bajkonur (LC1), Kazachska SRR
Ładunek: Kosmos 496; Uwagi: start udany
20. 15 czerwca 1973, 06:00 GMT; miejsce startu: Bajkonur (LC1), Kazachska SRR
Ładunek: Kosmos 573; Uwagi: start udany
21. 27 września 1973, 12:18 GMT; miejsce startu: Bajkonur (LC1), Kazachska SRR
Ładunek: Sojuz 12; Uwagi: start udany
22. 30 listopada 1973, 05:20 GMT; miejsce startu: Bajkonur (LC1), Kazachska SRR
Ładunek: Kosmos 613; Uwagi: start udany
23. 18 grudnia 1973, 11:55 GMT; miejsce startu: Bajkonur (LC1), Kazachska SRR
Ładunek: Sojuz 13; Uwagi: start udany
24. 27 maja 1974, 07:20 GMT; miejsce startu: Bajkonur (LC1), Kazachska SRR
Ładunek: Kosmos 656; Uwagi: start udany
25. 3 lipca 1974, 18:51 GMT; miejsce startu: Bajkonur (LC1), Kazachska SRR
Ładunek: Sojuz 14; Uwagi: start udany
26. 26 sierpnia 1974, 19:58 GMT; miejsce startu: Bajkonur (LC1), Kazachska SRR
Ładunek: Sojuz 15; Uwagi: start udany
27. 10 stycznia 1975, 21:43 GMT; miejsce startu: Bajkonur (LC1), Kazachska SRR
Ładunek: Sojuz 17; Uwagi: start udany
28. 5 kwietnia 1975, 11:04 GMT; miejsce startu: Bajkonur (LC1), Kazachska SRR
Ładunek: Sojuz 18-1; Uwagi: start nieudany – silnik 2. stopnia został załączony, jednak nie doszło do rozłączenia 1. i 2. stopnia, kapsuła została rozłączona od modułu serwisowego i wylądowała w górach Ałtaj.
29. 24 maja 1975, 14:58 GMT; miejsce startu: Bajkonur (LC1), Kazachska SRR
Ładunek: Sojuz 18; Uwagi: start udany

## Konstrukcje pochodne

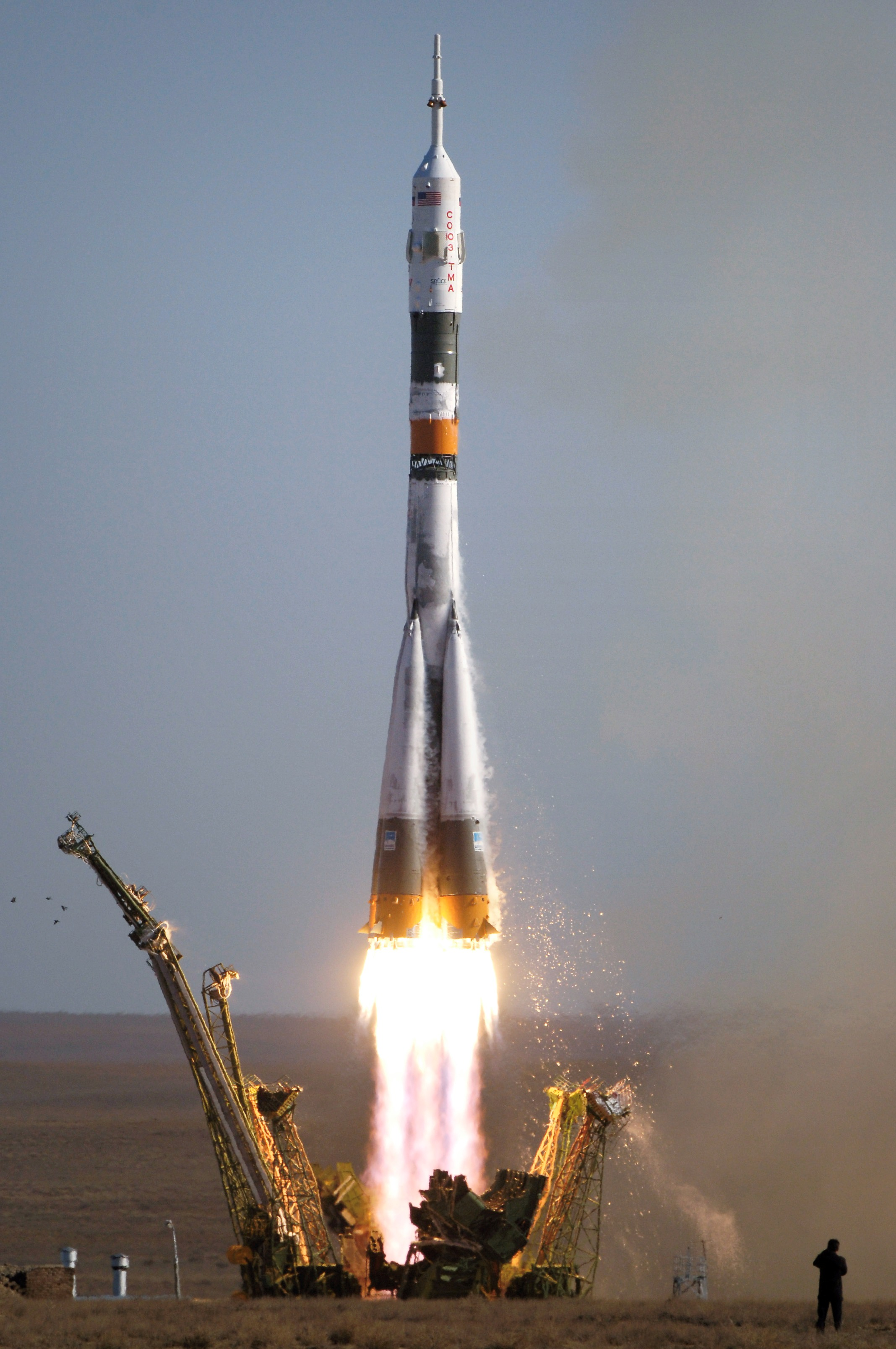
Start statku Sojuz TMA-9

Rakieta Sojuz, podobnie jak rakieta Wostok, doczekała się swoich konstrukcji pochodnych:
- 1. Sojuz-Ł: testy radzieckiego lądownika księżycowego ŁK.
- 2. Sojuz-M: loty bezzałogowe, pierwsza rakieta Sojuz startująca z Kosmodromu Plesieck.
- 3. Sojuz-U: loty bezzałogowe i załogowe (do 2002), wycofana w 2017.
- 4. Sojuz-U2: loty załogowe i bezzałogowe, jako paliwa używała nafty syntetycznej, wycofana w 1996.
- 5. Sojuz-FG: loty bezzałogowe i załogowe, używana do dziś.
- 6. Sojuz-2: wynoszenie satelitów, pierwsza rakieta Sojuz startująca z Kosmodromu Kourou oraz Wostocznyj.

Konstrukcja rakiety Mołnia-M również została zapożyczona z rakiety Sojuz.